# Marek Čech
Marek Čech (Trebišov, 26 de Janeiro de 1983) é um futebolista eslovaco. Atualmente joga em Portugal no Boavista F.C.

## Carreira
Tendo efectuado a sua formação no Inter Bratislava chegou à equipa principal com apenas 17 anos e cedo chegou às selecções jovens do seu país.
Em 2004-05 transferiu-se para o Sparta Praga da vizinha República Checa onde se sagrou campeão e se estreou na Liga dos Campeões da UEFA. Em 2005-06 transferiu-se para o FC Porto onde foi utilizado de forma regular quer a defesa esquerdo, quer a médio centro. É também chamado regularmente à selecção principal do seu país.
Em julho de 2008 mudou-se para o West Bromwich, do Campeonato Inglês de Futebol, com um contrato válido por 3 temporadas.
Em 31 de agosto de 2011, foi confirmado que o jogador se transferiu para o Trabzonspor. De seguida representou o Bologna.
O jogador eslovaco voltou a Portugal, em janeiro de 2015, onde assinou pelo Boavista.
O jogador foi visto a jogar futsal pelo Areal e pelo CRPJ Água Longa, na Liga Toupeira em Santo Tirso. 
É conhecido pela sua habilidade a marcar penáltis ao Tarrio. 

## Títulos
Inter Bratislava
- Campeonato Eslovaco de Futebol: 2000–01
- Taça da Eslováquia: 2000–01

 Sparta Prague
- Campeonato Tcheco de Futebol: 2004–05

 Porto
- Campeonato Português de Futebol: 2005–06, 2006–07
- Taça de Portugal: 2005–06
- Supertaça Cândido de Oliveira: 2006–07